# Patkó Gyula
Patkó Gyula (Molnaszecsőd, 1946. május 18. – ) okleveles gépészmérnök, egyetemi tanár, 2013. augusztus 15-ig a Miskolci Egyetem rektora, az Egészségtudományi Kar és a Mechatronikai és Anyagtudományi Kooperációs Kutató Központ (MeAKKK) kezdeményezője és alapítója, társelnöke, valamint Igazgatótanácsának elnöke, Miskolc díszpolgára.

## Családja
Református családban nőtt fel, családja az Őrségből származik. Családfáját 1615-ig vissza tudja vezetni, apai ágon felmenői évszázadokon át kántortanítók voltak, anyai ágon pedig generációkon át „őrök”. Kisgyermekkorában kovácsmester szeretett volna lenni.

## Életpályája
Az általános iskolát Molnaszecsődön és Magyarszecsődön végezte. Középiskolai tanulmányait 1960-ban a Győri Jedlik Ányos Gépipari Technikumban kezdte, ahol 1964-ben kitűnő minősítéssel gépész technikusi oklevelet szerzett és mellé iparos szakmát. A családi tradíciók ellenére nem a zenei pályát választotta, hanem egyetemre készült, amit szülei a nehéz anyagi körülmények ellenére is támogattak. Először esztergályosként helyezkedett el Győrben, hogy pénzt gyűjtsön a tanulmányaira. A miskolci egyetemre végül úgy került, hogy sikerült kollégiumot kapnia, így csekély ezer forinttal a zsebében Miskolcra utazott. 1964-ben felvételt nyert a Nehézipari Műszaki Egyetem (ma Miskolci Egyetem) Gépészmérnöki Karára. 1969-ben végzett a Szerszámgépészeti Szak Alkalmazott Mechanikai Ágazatán és kitüntetéses gépészmérnöki oklevelet szerzett. Az egyetem Mechanikai Tanszékén gyakornokként helyezkedett el 1969 júliusában, itt kezdte a kutatómunkát is. 1970 januárjában bekerült a Magyar Tudományos Akadémia Nehézipari Műszaki Egyetem Mechanikai Tanszékéhez tartozó Akadémiai kutató csoportjába, kutatási témája a gépek lengésvizsgálata, dinamikai kérdések, és az ALGOL 60 programozási nyelv számítógépi programfejlesztése volt. 1971-ben német nyelvből középfokú állami nyelvvizsgát tett, 1973-ban pedig orosz nyelvből kandidátusit.
1972 és 1975 között ösztöndíjas aspiráns volt a Mechanikai Tanszéken. Ennek a munkának a keretén belül hat hónapon keresztül a Drezdai Műszaki Egyetemen dolgozott és részt vett a Dinamikai és Adatfeldolgozási Tanszék oktató és kutató munkájában. 1975-ben német nyelvből vizsgát tett a Herder Intézetben, így Drezdában már ezen a nyelven vezetett gyakorlatokat a Maschinendynamik című tantárgyból, és foglalkozott a lineáris és nemlineáris rezgőrendszerek paraméter-meghatározásával, valamint a Fortran IV. programozási nyelven számítógépes programokat fejlesztett. Kutató munkájának folytatásaként 1975-től 1989-ig az MTA Miskolci Egyetemi Kutatócsoportjában tevékenykedett.
Kandidátusi értekezését 1985. július 25-én védte meg sikeresen a „Közelítő módszer nemlineáris rezgések vizsgálatára” címmel, ennek eredményeként a Tudományos Minősítő Bizottság Gépészeti-Kohászati Szakbizottsága a műszaki tudomány kandidátusa címet adományozta számára. 1986-ban angol nyelvből középfokú állami nyelvvizsgát szerzett. Oktatói tevékenységét tovább folytatta a Miskolci Egyetem Mechanikai Tanszékén. Előadásokat és gyakorlatokat tartott a Statika, (ebben a tárgyban angol nyelven is oktatott), a Szilárdságtan, a Dinamika, a Héjelmélet, a Képlékenységtan és a Szerkezetek dinamikája című tárgyakból. A Miskolci Egyetem Mechanikai Tanszékén 1989. július 1-jétől dolgozott docensként. Itt a Statika, a Szilárdságtan, a Dinamika, a Szerkezetek dinamikája és a Gépalapok dinamikája című tantárgyak oktatója volt.
A Szerszámgépek Tanszéke 1995. július 1-jétől alkalmazta mint tanszékvezetőt, ilyen minőségében a tanszék oktatási és kutató munkájának megszervezése volt a feladata, valamint a Szerszámgépek Dinamikája I–II., Szerszámgéptervezés I., II., III., Szerszámgépek Alkalmazása és a Robottechnika tantárgyak tárgyfelelőse.
A doktori képzésben előadója volt a Analitikus mechanika tantárgynak, jelenleg a Nemlineáris rezgések és a Szerszámgépek dinamikája tantárgyak tárgyfelelőseként működik, valamint a Szerszámgépek I. és Szerszámgéptervezés I–II. tantárgyak előadója.
Számos tudományos pályázat aktív szervezője és témavezetője volt, ezek közül kiemelkednek a „Geibel & Hotz Präzisions-Flach-und Profil-schleifmaschinen GmbH részére készített nagy teljesítményű síkköszörűgép állványának és főorsójának tervezése” és a „Szilárd testrendszerek nem-lineáris tulajdonságainak vizsgálata” című pályázatok, amelyek nagy sikerrel zárultak.

## Tisztségei
- 1989. július 1. – 1994. november 30. ME dékánhelyettese
- 1994. december 1. – 1997. december 1. ME tudományos és nemzetközi ügyekért felelős rektorhelyettese
- Az Észak-Magyarországi Regionális Innovációs Tanács elnöke
- 1997. február – Revíziós Bizottság tagja
- 2004. – Miskolci Egyetem általános rektorhelyettese
- 2006. július 1. – 2013. augusztus 15-ig a Miskolci Egyetem rektora

## Díjai, elismerései
- Magyar Tudományos Akadémia Támogatott Kutatóhelyeinek Díja, (1989)
- Szemko-emlékérem, (1996, 1998 Harkov)
- „Signum Aureum Universitatis” (1997, Miskolci Egyetem)
- Szent-Györgyi Albert-díj (2001) a felsőoktatásban végzett munkája elismeréseként.
- MTA MAB Kitüntető Tudományos Díj (2001)
- Kassai Egyetem Bronzérme (2002)
- MicroCAD díszpolgára (2005)
- GTE Műszaki Irodalmi Díj (2005)
- a Nagybányai Egyetem tiszteletbeli doktora (2007)
- a Magyar Mérnöki Kamara tiszteletbeli tagja (2008)
- Nyugat-magyarországi Egyetemért Emlékérem (2009)[2]
- Miskolc díszpolgára (2010)
- A Magyar Köztársasági Érdemrend középkeresztje, (2011)[3]